# Stazione di Koma (Saitama)
La stazione di Koma (高麗駅?, Koma-eki) è una stazione ferroviaria della città di Hidaka, situata nella prefettura di Saitama, in Giappone. La stazione è servita dalla linea Seibu Ikebukuro delle Ferrovie Seibu

## Linee
Ferrovie Seibu
● Linea Seibu Ikebukuro

## Struttura
La stazione è divisa in due aree, una per la JR East e una per le Ferrovie Seibu. La prima possiede un marciapiede a isola con due binari passanti in superficie, e la seconda un unico marciapiede laterale con un solo binario usato in entrambe le direzioni. Le due aree sono dotate ciascuna di un'area tornelli separata e indipendente.
| 1 | ● Linea Seibu Ikebukuro | per Agano e Seibu-Chichibu |                                           |
| 2 | ● Linea Seibu Ikebukuro | ● Linea Seibu Ikebukuro    | per Hannō, Tokorozawa, Nerima e Ikebukuro |

## Stazioni adiacenti
| «                     | Servizio                        | »                     |
| Linea Seibu Ikebukuro | Linea Seibu Ikebukuro           | Linea Seibu Ikebukuro |
| --------------------- | ------------------------------- | --------------------- |
| Higashi-Hannō         | Locale Espresso Espresso Rapido | Musashi-Yokote        |